# إرفين باوم
فريدريك لويس إرفين باوم (بالألمانية: Friedrich Louis Erwin Baum) (25 فبراير 1868 في راوشفيتز - 22 مارس 1950 في راوشفيتز)، كان مزارع وعضو مجموعة ضغط وسياسي ألماني ينتمي إلى حزب الشعب الوطني الألماني (DNVP) وإلى اتحاد تورينغن الزراعي (ThLB) إلى حزب الفلاحين والمزارعين الوطنيين المسيحيين (CNBL). من 1920 إلى 1932 كان عضواً في البرلمان ومن 1921 إلى 1923 نائب رئيس برلمان ولاية تورينغن. من عام 1930 إلى عام 1932 كان رئيساً لوزراء ولاية تورينغن ووزيراً للمالية، ومن عام 1931 إلى عام 1932 كان أيضًا وزيرًا للاقتصاد في ولاية تورينغن.